# Drei Paar Schuhe
Drei Paar Schuhe ist eine Operette des Komponisten Jean Gilbert, das Libretto schuf Jean Kren (Gesangstexte von Alfred Schönfeld) nach der literarischen Vorlage von Carl Görlitz. Das Werk wurde 1925 in Berlin uraufgeführt. Bereits 1871 wurden Drei Paar Schuhe in einer Bearbeitung von Alois Berla und mit Musik von Carl Millöcker im Theater an der Wien uraufgeführt.

## Handlung
1. Akt – Schuhgeschäft Flink
Lorenz Flink liebt seine Ehefrau Lenchen und sie ihn ebenfalls, doch heimlich sehnt sie sich nach einem der „vornehmen Herren“ aus ihren Romanen. Flink gilt zwar als Pantoffelheld, will aber um des lieben Friedens willen seine Ehefrau von diesen Allüren heilen.
Er bittet Lenchen, drei Paar Schuhe auszuliefern: eins an die reiche Frau Häsecke, eins an die Operettendiva Wanda und das letzte an Suschen Bullerjahn im Cabaret „Zur roten Rose“. Glücklich übernimmt Lenchen die Auslieferung, da sie sich dabei Einblicke in jene Kreise erhofft, welche sie für so erstrebenswert erachtet.
2. Akt – Gartensalon bei August Häsecke
Lenchen erkennt in der reichen Frau Häsecke ihre frühere Freundin Leni wieder. Die Freude über das Wiedersehen währt nicht lange, da Leni Häsecke gleich von ihren Nöten erzählt: Sie hatte eine kleine Affaire mit Baron Wunibald von Nachtfalter, und als sie diese beendete, verlangte sie ihre Briefe zurück. Der Baron will sie heute vorbeibringen, da er sich durch ein persönliches Gespräch einiges erhofft. Leni hat nun furchtbare Angst, dass ihr Ehemann und der Baron sich begegnen könnten, doch Lenchen verspricht zu helfen und den Baron an ihrer statt zu empfangen.
Als August Häsecke nach Hause kommt, verwechselt ihn Lenchen mit dem erwarteten Baron und verrät ihm dabei unabsichtlich den Seitensprung seiner Ehefrau. Inzwischen ist Lorenz Flink, in Sorge um seine Ehefrau, bei Häseckes eingetroffen. In der herrschenden Aufregung hält er August Häsecke für den Liebhaber seines Lenchens. Als er vom Baron und Leni erfährt, kann er durch eine spontan erfundene Geschichte das Eheglück Häseckes wiederherstellen.
3 Akt – Salon bei Wanda Ringler
Das Leben einer gefeierten Operettensängerin findet Lenchen eigentlich noch schöner und interessanter als das der Häseckes. Die Sängerin soll sich heute mit einem Baron verloben. Eigentlich liebt sie Ignaz Käshofer, aber eines adeligen Namens wegen und der Möglichkeiten, die das höfische Leben bieten, hat sie ihm den Laufpass gegeben.
Als der Verlobte eintrifft, erkennt Lenchen in ihm Baron Wunibald von Nachtfalter, den verflossenen Liebhaber ihrer Freundin. Vom Stubenmädchen erfährt sie, dass ein Vertrag besteht, der demjenigen 75.000 Mark Reugeld zuspricht, falls der Partner das Verlöbnis löst. Als Wanda erkennt, dass der verarmte Baron nur auf ihr Vermögen aus ist, helfen auch hier Lenchen und ihr Ehemann Lorenz. Durch eine drastische Komödie drängen sie den Baron zu freiwilligem Verzicht, und als die geladenen Gäste eintreffen, fasst Wanda sich ein Herz und verlobt sich mit Ignaz Käshofer.
4. Akt – Cabaret „Zur roten Rose“
Das letzte Paar Schuhe bringt Lenchen in Begleitung ihres Ehemannes ins Cabaret „Zur roten Rose“ zu Suschen Bullerjahn. Suschen gehört nicht zur Demimonde; sie ist zwölf Jahre alt und eine Waise. Durch ihren Onkel August Häsecke ist sie als Hilfskraft in der Küche des Cabarets untergekommen. Dort besucht sie regelmäßig ihr Onkel, um dort heimlich – so wie er es gelernt hat – wieder am Backtrog zu stehen.
Plötzlich erscheint Leni, die in Suschen eine Geliebte ihres Ehemanns vermutet. Lorenz Flink arrangiert einen Gastauftritt für seine Ehefrau. Während des Auftritts seines Lenchens flirtet Lorenz Flink mit allen anwesenden Damen und macht Lenchen dadurch sehr eifersüchtig. Plötzlich erscheint ein Lehrjunge Flinks und berichtet von den heftigen Zahnschmerzen des jüngsten Sohnes von Lenchen und Lorenz. Sofort bricht Lenchen ihre Gesangsdarbietung ab und eilt mit Lorenz nach Hause. Nun ist sie zur Erkenntnis gelangt, dass „Mutterglück und ein lieber Mann mehr wert sind als das Scheinglück der großen Welt!“.